# Кийи (Арденны)
Кийи́ (фр. Quilly) — коммуна во Франции, находится в регионе Шампань — Арденны. Департамент коммуны — Арденны. Входит в состав кантона Машо. Округ коммуны — Вузье.
Код INSEE коммуны — 08351.
Коммуна расположена приблизительно в 175 км к востоку от Парижа, в 55 км севернее Шалон-ан-Шампани, в 45 км к югу от Шарлевиль-Мезьера.

## Население
Население коммуны на 2008 год составляло 85 человек.
| 1962 | 1968 | 1975 | 1982 | 1990 | 1999 | 2008 |
| ---- | ---- | ---- | ---- | ---- | ---- | ---- |
| 61   | 76   | 65   | 83   | 79   | 65   | 85   |

## Экономика
В 2007 году среди 44 человек в трудоспособном возрасте (15—64 лет) 31 были экономически активными, 13 — неактивными (показатель активности — 70,5 %, в 1999 году было 62,8 %). Из 31 активных работали 26 человек (16 мужчин и 10 женщин), безработных было 5 (3 мужчин и 2 женщины). Среди 13 неактивных 2 человека были учениками или студентами, 6 — пенсионерами, 5 были неактивными по другим причинам.

## Фотогалерея

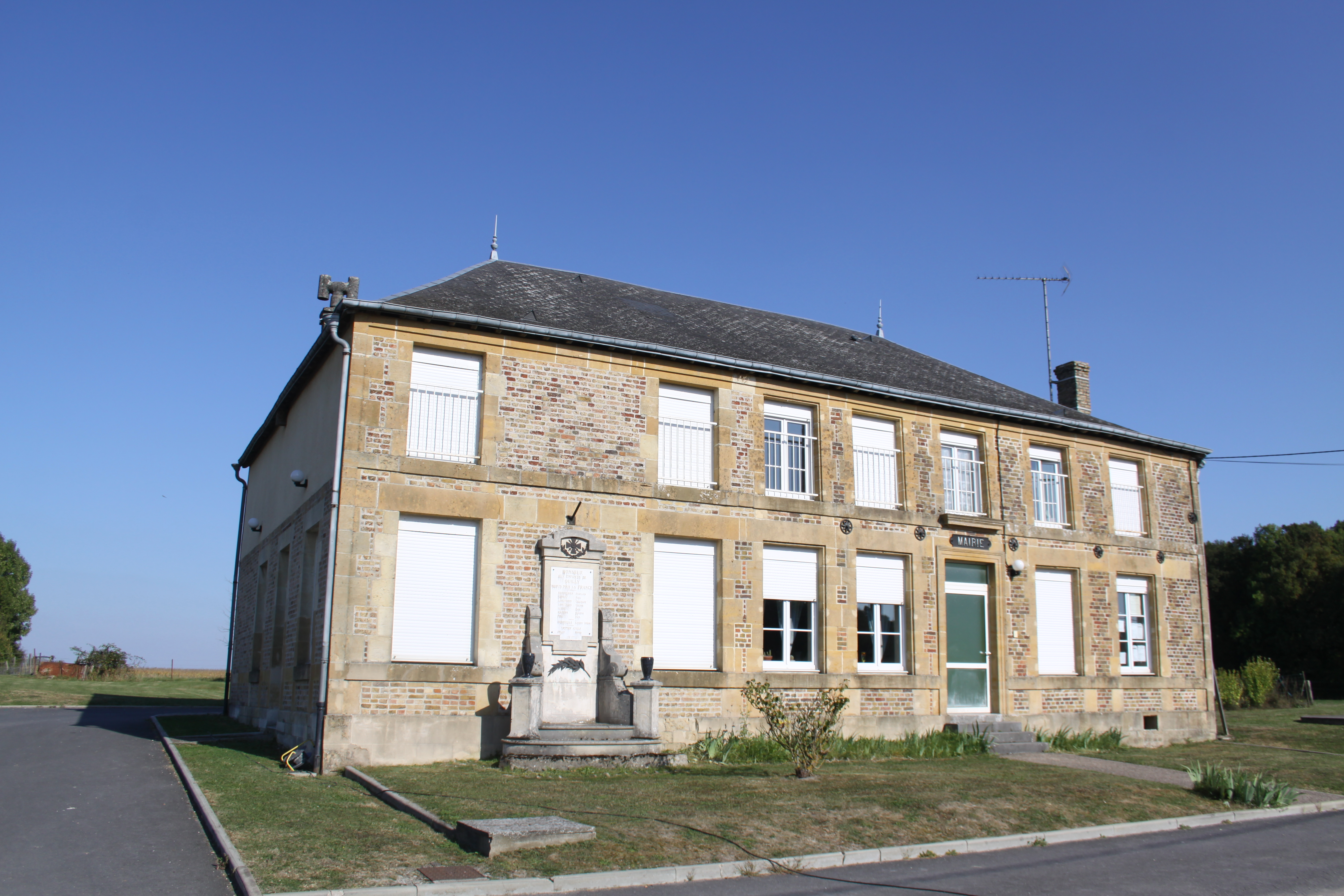
Мэрия
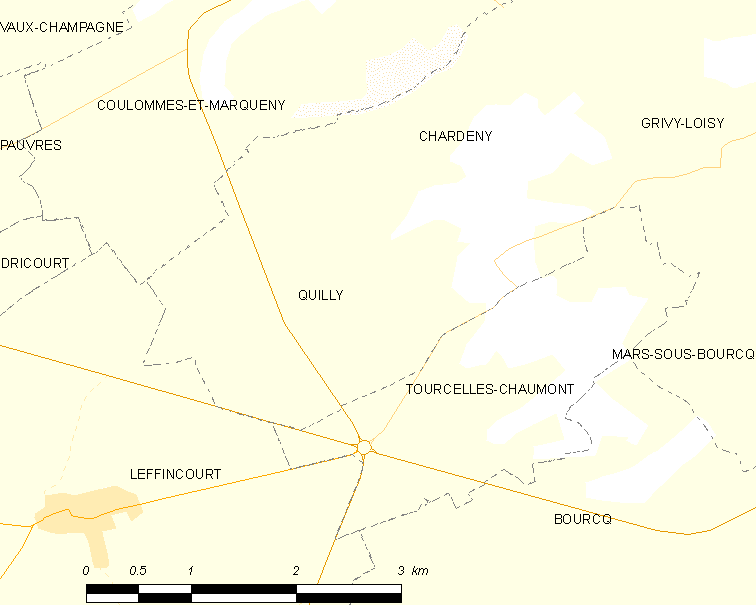
Карта коммуны